# 20 мм калибр

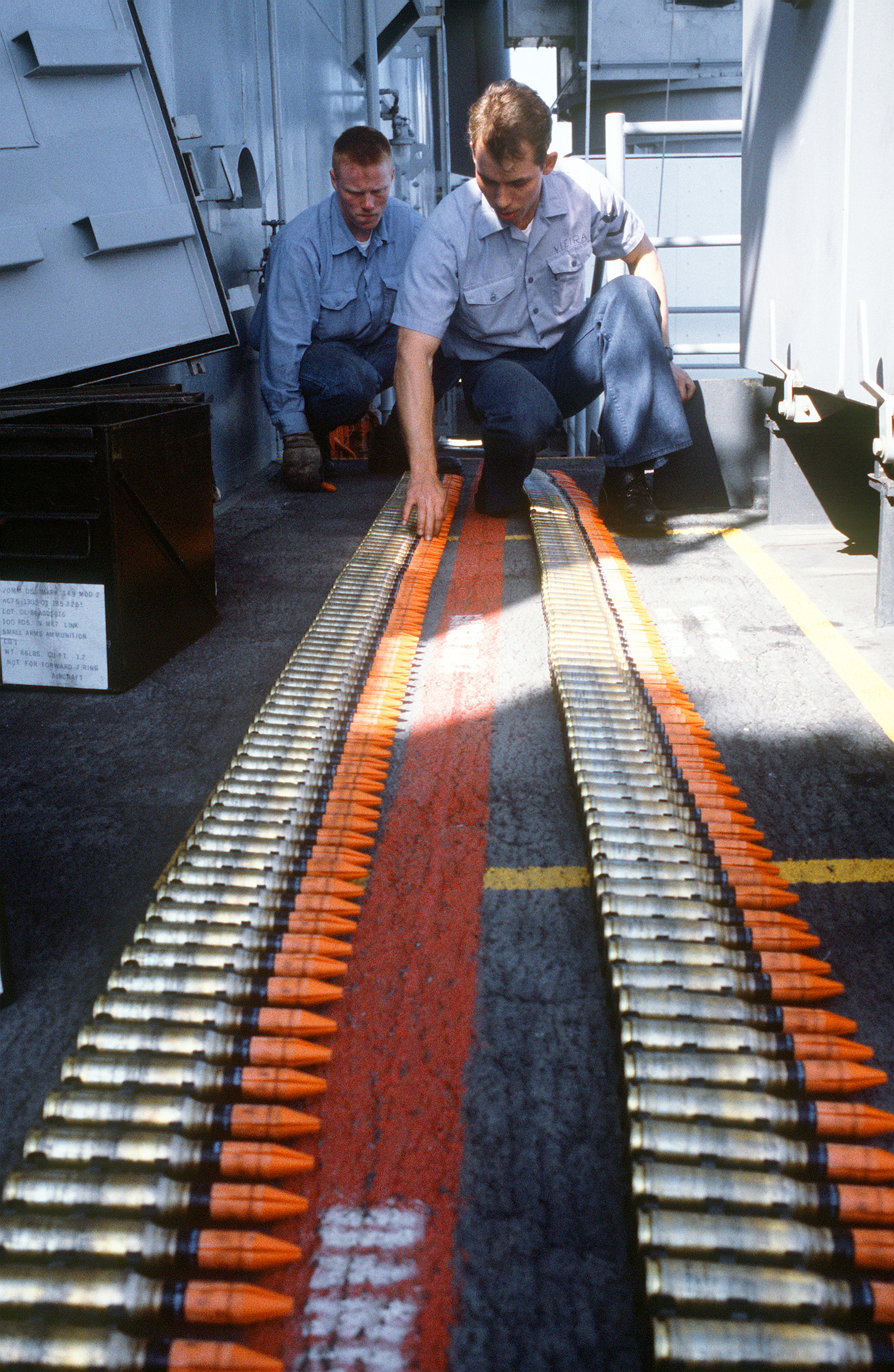
Помощники артиллериста осматривают ленту Mark 149 Mod 2 на наличие повреждений перед загрузкой в магазин зенитной пушки Mark 16 Phalanx (20×102 мм) на борту линкора USS Missouri (BB-63).

20 мм — один из часто используемых калибров автоматической артиллерии, также иногда противотанковых ружей. 20-мм боеприпасы имеют внешний диаметр пули 20 миллиметров в метрической системе или 0,79 английского дюйма. Часто, но не всегда, снаряды 20-мм выстрелов могут начиняться взрывчатым веществом.
Один из самых распространённых боеприпасов 20×102 мм имеет 100-граммовую пулю с начальной скоростью 1035 м/с и дульной энергией 53 467 джоулей.
20-мм снаряды предназначены, главным образом, против больших целей, таких как транспорт, бронетехника, самолёты, вертолёты, здания или скопления живой силы противника.

## Типы
- Осколочно-фугасные
- Осколочно-фугасные зажигательные
- Бронебойные
- Бронебойно-зажигательные
- Подкалиберные
- Инертные
- Инертные трассирующие

## Оружие

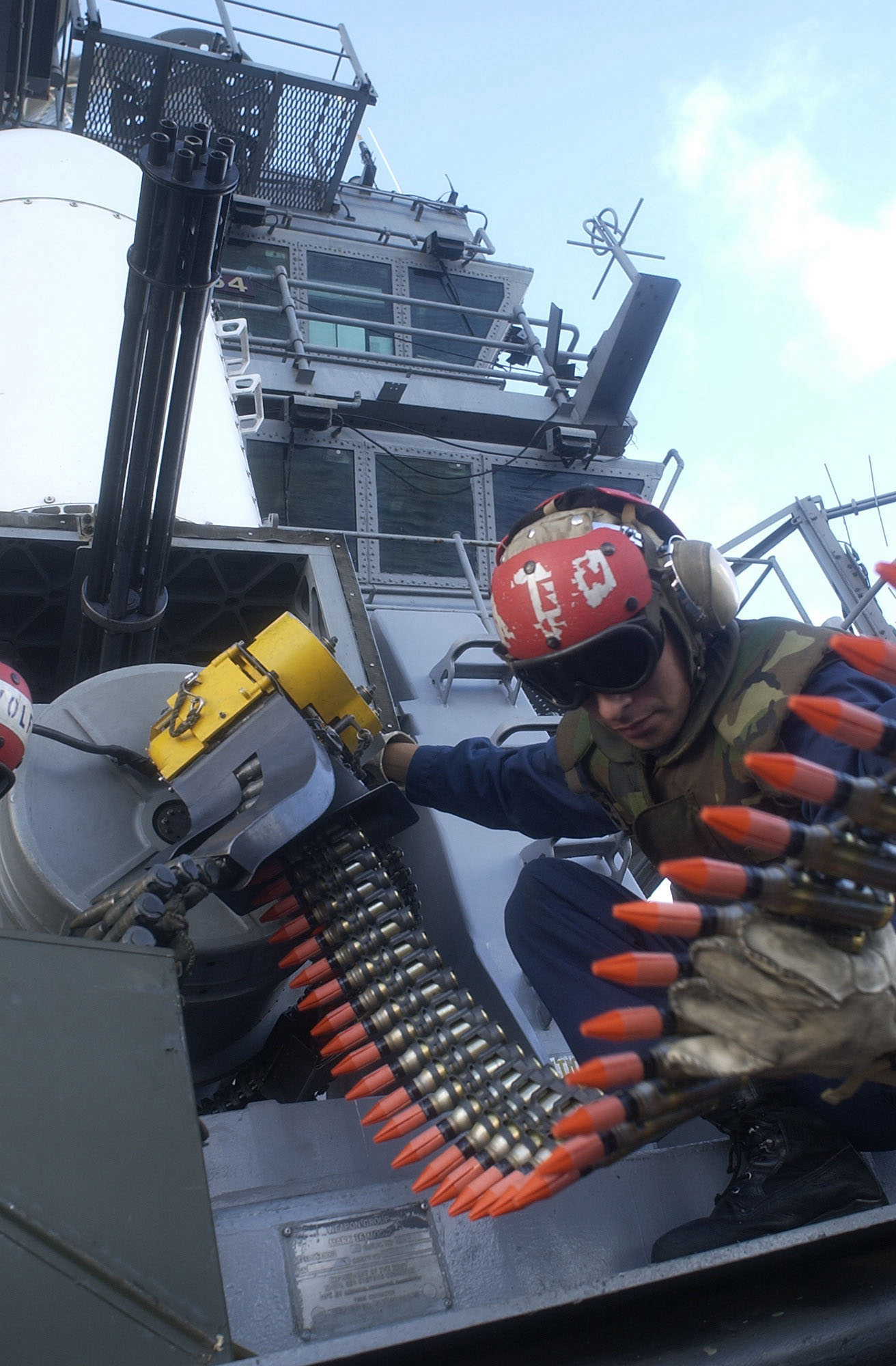
На борту USS Constellation (CV-64) ВМС США Уильям Мак-Кинни направляет 20-мм ленту при её загрузке в зенитную пушку Mark 16 Phalanx во время проведения операции «Несокрушимая свобода» 14 ноября 2002 года.

### Послевоенные
20×82 мм:
- Видхвансак (снайперская пушка)
- Denel NTW-20: 20×82 мм или 20×110 мм (снайперская пушка)

20×102 мм:
- Anzio 20mm rifle (снайперская пушка)
- Араш (снайперская пушка)
- M61 Vulcan (PGU-28/B)
- M197
- M39
- GIAT M621

20×110 мм:
- Mark 4: 20×110 мм RB Oerlikon 'S'
- Hispano-Suiza HS.804
- Mark 16
- RT-20 (снайперская винтовка)
- М55

20×128 мм:
- Эрликон KAA & KAB (ранее Oerlikon 204GK и 5TG)
- Meroka CIWS

20×139 мм:
- Oerlikon KAD (ранее Hispano-Suiza HS.820)
- GIAT F2 (или Nexter M693)
- Rheinmetall Rh 202
- Denel Land Systems GI-2

### Вторая мировая война
- Bofors m/40: 20×145 мм R
- Bofors m/45: 20×110 мм
- Bofors m/49: 20×110 мм
- Colt Mk 12: 20×110 мм USN (Mk 12 версия HS.404)
- Hispano-Suiza HS.404: 20×110 мм
- Hispano-Suiza HS.804: 20×110 мм
- Ho-5: 20×94 мм
- Lahti L-39: 20×138 мм B (Solothurn Long)
- Madsen 20 mm: 20×120 мм
- Mauser MG 213: 20×135 мм
- MG FF/M: 20×80 мм RB
- Mauser MG 151/20: 20×82 мм
- Nkm wz.38 FK: 20×138 мм B
- Oerlikon FF: 20×72 мм RB
- Oerlikon F, FFL: 20×110 мм RB
- Rheinmetall FlaK 38: 20×138 мм B
- Solothurn S-18/100: 20×105 мм B
- Solothurn S-18/1000: 20×138 мм B
- Тип 99: 20×72 мм RB (model 1), 20×101 мм RB (model 2)
- Б-20: 20×99 мм
- ШВАК: 20×99 мм R